# Kazimierz Tumiłowicz
Kazimierz Tumiłowicz (ur. 6 marca 1932 w Kaczanowczyźnie nad Niemnem, zm. 20 kwietnia 2008) – polski działacz kombatancki, współtwórca Związku Sybiraków, członek Miejskiej Rady Narodowej w Gorzowie Wielkopolskim.
Syn Wincentego Tumiłowicza herbu Ostoja, weterana wojny polsko-bolszewickiej 1920 r., osadnika na Kresach oraz wójta gminy Nowy Świerżeń. W momencie wybuchu II wojny światowej był uczniem II klasy szkoły podstawowej. 10 lutego 1940 r., deportowany przez Sowietów wraz z ojcem, matką Władysławą oraz siostrami Anną i Antoniną do Jawiengi koło Wożegdy. Więzień łagru Zielonoborsk. Poddawany rusyfikacji. Na mocy układu Sikorski-Majski jego rodzina została zwolniona z niewoli, a rodzice podjęli pracę w domu dziecka w Daniłowce.
W 1946 r., rodzina Tumiłowiczów wraz z innymi pensjonariuszami domu dziecka z Daniłówki zostali wysłani do Zbąszynia. Po wojnie rodzina osiedliła się w Zielonej Górze, gdzie od 1950 r., Kazimierz Tumiłowicz pracował w spółdzielczości. Od 1965 r., mieszkał w Gorzowie Wielkopolskim, gdzie przez niemal 40 lat w Powiatowym Związku Gminnych Spółdzielni, którego był także prezesem. W okresie jego urzędowania powstał między innymi dom handlowy Rolnik i magazyny przy ul. Kostrzyńskiej.
Współtwórca Związku Sybiraków oraz Związku Sybiraków Ziemi Gorzowskiej. Członek Zarządu Głównego Związku Sybiraków, przez trzy kadencje piastował funkcje przewodniczącego Głównej Komisji Rewizyjnej, wiceprezes Zarządu Oddziału w Gorzowie Wielkopolskim, prezes gorzowskiego Koła Związku Sybiraków.
Pochowany 23 kwietnia 2008 r., na cmentarzu komunalnym (44/1/12) przy ul. Żwirowej w Gorzowie Wielkopolskim.